# On Me (Lil Yachty e Young Thug)
On Me è un singolo della etichetta discografica statunitense Quality Control Music pubblicato il 29 settembre 2017.

## Tracce
1. On Me – 3:15